# Ушаков, Степан Фёдорович
Степа́н Фёдорович Ушако́в (18 декабря 1705 – после 1780) — русский писатель по экономическим вопросам и чиновник.

## Биография
Из дворянской семьи.
Родился 18 декабря 1705 года.
В 1721 году поступил на военную службу. С 1730 года сержант лейб-гвардии Семёновского полка. С 1731 года прапорщик. С 1736 года подпоручик. С 1740 года поручик. Будучи на военной службе, вероятно, участвовал в боевых действиях русско-персидской, русско-турецкой и русско-шведской войн.
С 1755 года бригадир. 25 января 1755 года переведён к статским делам с переименованием в действительные статские советники, имел этот чин по 1764 год.
В 1761-1764 годах Новгородский губернатор. 22 сентября 1762 года награждён орденом Святой Анны.
С 21 апреля 1764 года до 21 апреля 1773 года Санкт-Петербургский гражданский губернатор. В 1764-1776 годах тайный советник. В 1767 году также начальник проведения предвыборной кампании в Красном Селе.
С 21 апреля 1773 года – сенатор, в 1776-1777 годах – 2 департамента Сената. 20 апреля 1780 года вышел в отставку. В 1781 году советник палаты уголовного суда Вологодского наместничества.
Агроном, сотрудничал в изданиях Вольного экономического общества, членом-корреспондентом которого был с конца 1760-х. Президент указанного общества в майской трети 1774 года, а также в майской и январской третях 1777 года. Написал труды по сельскому хозяйству «О плодородии озимого хлеба» и «О дерновой кровле» («Труды Вольного экономического общества», 1773 год). Умер при правлении Екатерины II после 1780 года.
В 1771 году Александр Петрович Сумароков написал стихотворение-обращение «Ко Степану Фёдоровичу Ушакову», посвящённое смерти Разумовского
Его дочь Софья (1746 – 1803) была первой любовницей цесаревича Павла и родила от него сына – Семёна Великого.